# 平尾山古墳群
平尾山古墳群（ひらおやまこふんぐん、平尾山千塚古墳群）は、大阪府柏原市高井田・安堂周辺にある古墳群（群集墳）。

## 概要
生駒山地南端の丘陵地帯に位置し、1407基の古墳が確認されている。分布範囲は東西3km、南北2kmにおよぶ。地形の上から安堂、高井田、平尾山、雁多尾畑、本堂、太平寺、平野　大県、青谷の8支群からなるが、これらを単一の古墳群とみなすことには異論もある。古墳の集中密度が一番高い平尾山支群と雁多尾畑支群を中心とする地区に限定的に、この名称を使用することも少なくない。古墳群の墳丘の大半は径10m前後の円墳で構成されており、内部構造も調査で確認されているものの多くは横穴式石室である。石室は比較的小型のものが多く、切石積みの石室や石棺式石室の構造のものも少数ながら確認されている。

## 古墳群の形成時期
古墳群の形成は6世紀前半から7世紀後半までと考えられるが、その盛期は6世紀後半から7世紀前半にある。平尾山支群と雁多尾畑支群では7世紀前半にも多数の古墳が築かれていたようで、本古墳群の特徴の一つとされている。高安古墳群、一須賀古墳群とともに河内の代表的な大型群集墳である。

## 造営集団
白石太一郎によると平尾山古墳群（平尾山千塚古墳群）は同じ河内に造営された高安古墳群（高安千塚古墳群）などとと同じく、渡来系氏族の古墳に特徴的な炊飯具のミニチュアの副葬がみられることから、河内に定着した渡来系集団の残した群集墳である可能性が高い。しかし、平尾山古墳群の造営が6世紀前半に始まり、そのピークが7世紀前半におよぶのに対し、高安山古墳群の場合、同じく6世紀前半に始まりながら7世紀初めには造営の終焉を迎えるという大きな差異があるのも明らかである。この背景として考えられるのは、平尾山古墳群が蘇我氏の配下にある渡来系集団によって営まれたものであり、高安山古墳群は6世紀末に蘇我氏との抗争に破れ没落した物部氏の支配下にあった渡来系集団が造営したことによるものではないかとしている。

## ギャラリー

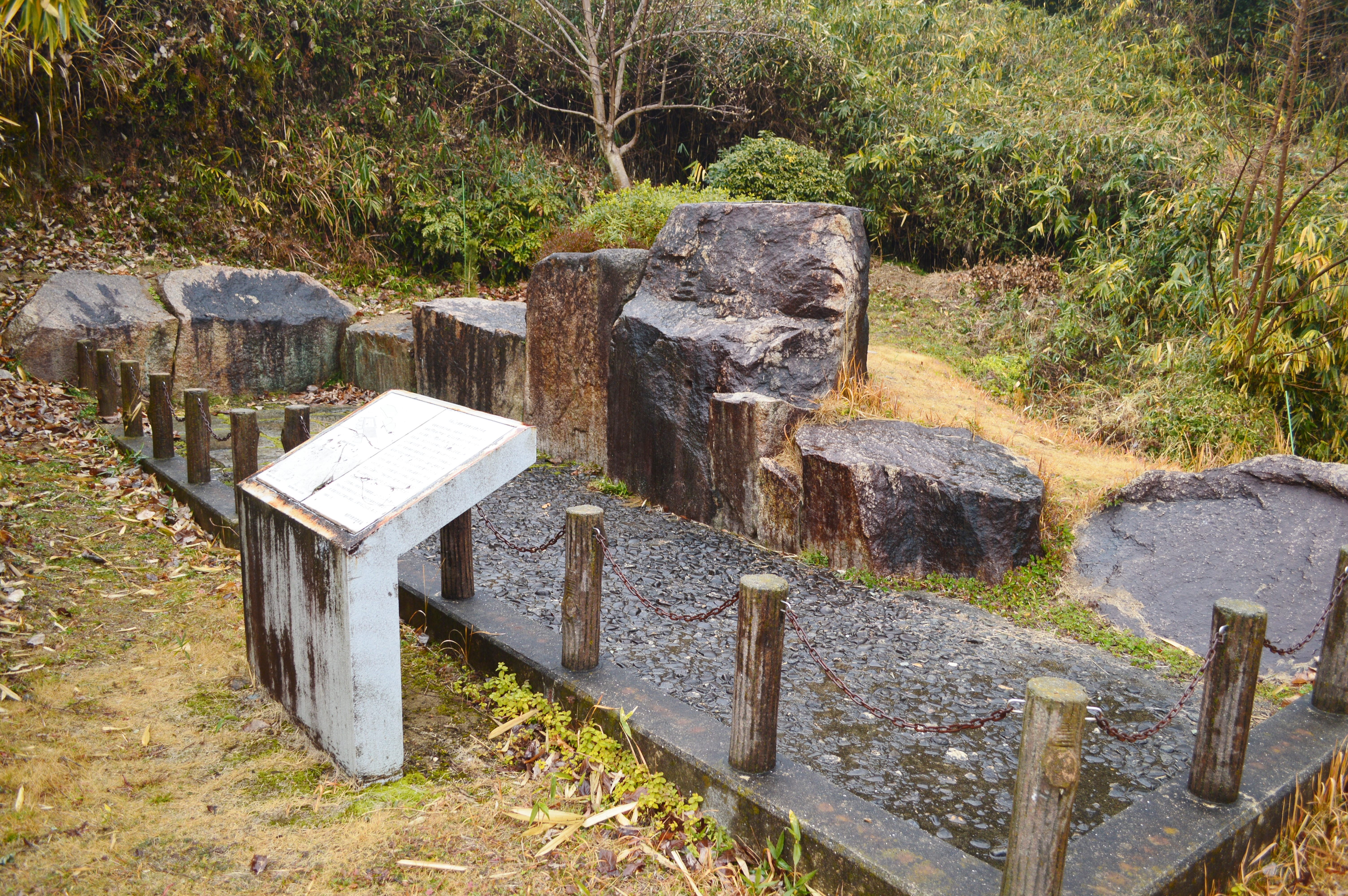
安堂第6支群3号墳 移築石室
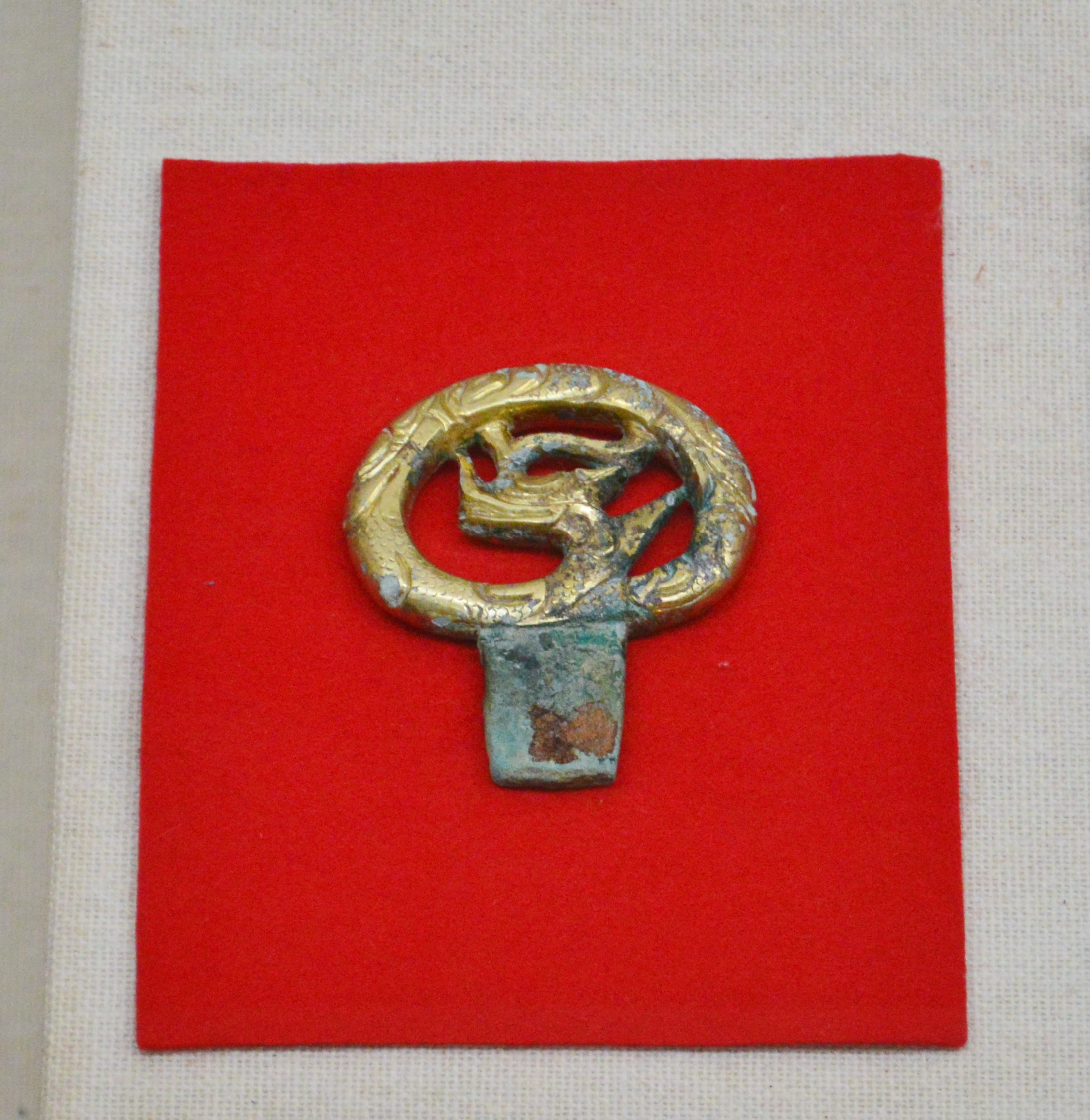
平野・大県第20支群3号墳出土 単龍文環頭 柏原市立歴史資料館展示。
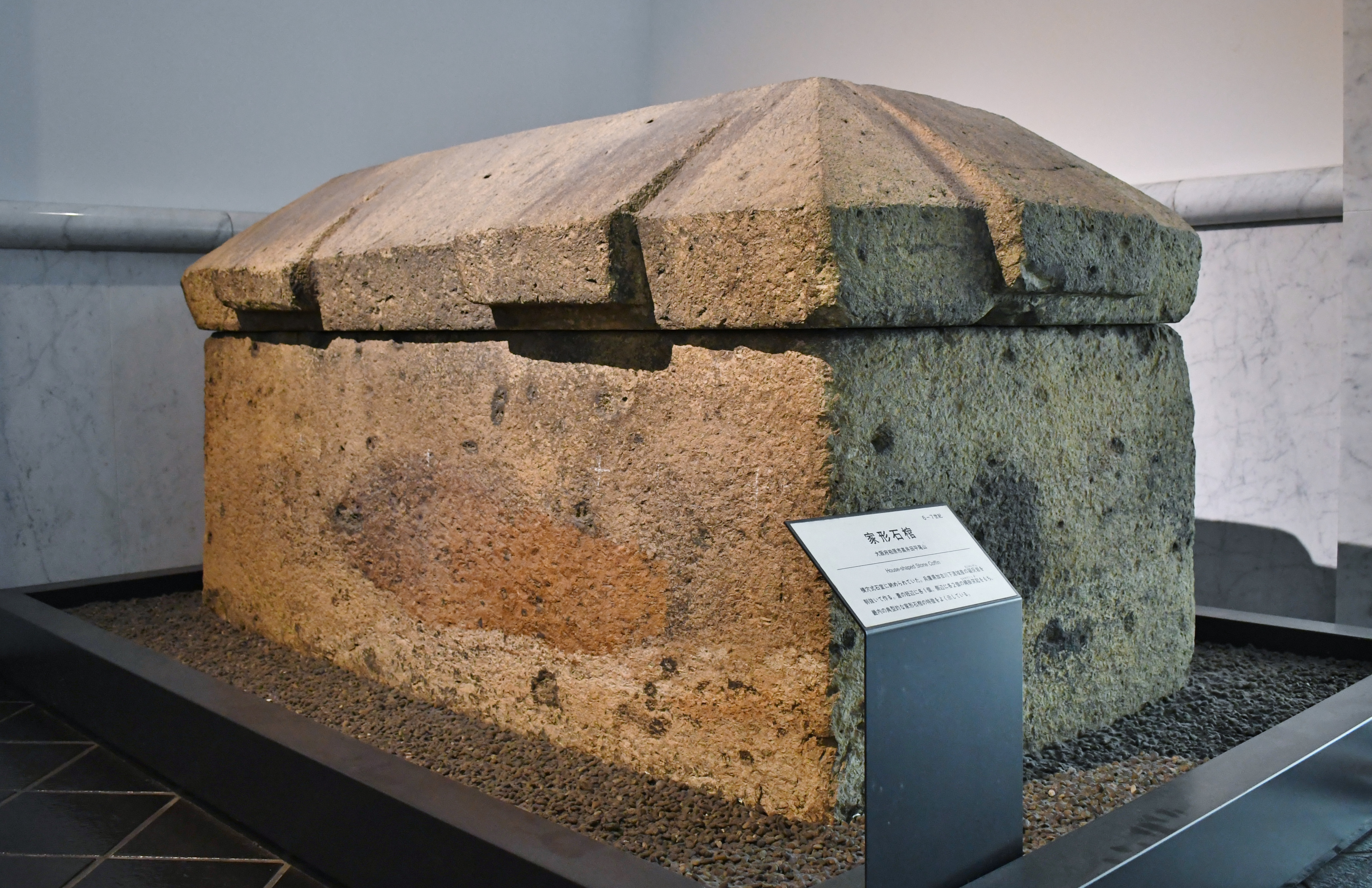
平尾山古墳群出土 家形石棺 京都大学総合博物館展示。